# سال‌شمار فن محاسبه
- پیش از تاریخ

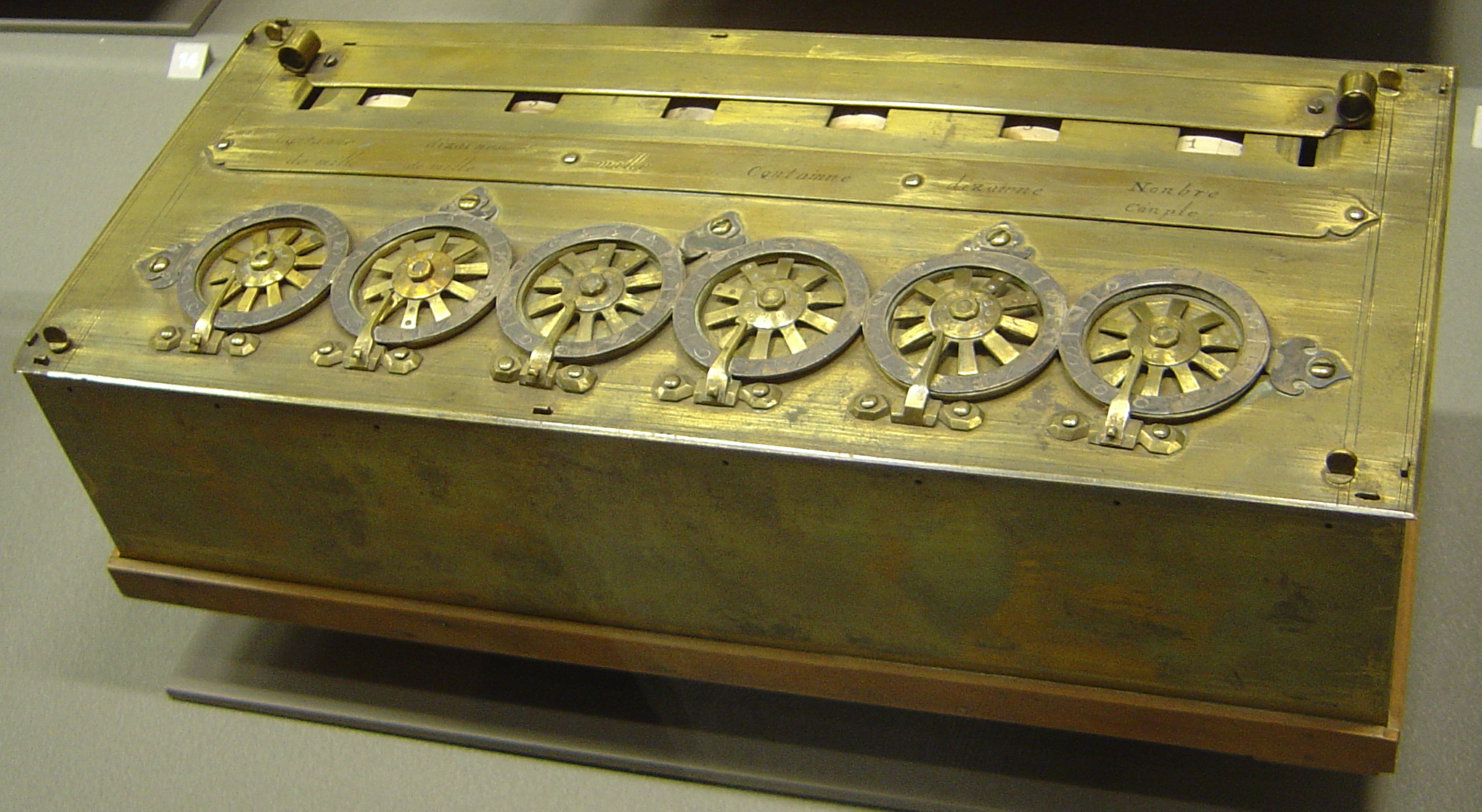
ماشین حساب پاسکال، سال ۱۶۴۲

کاربرد چوب خط در ثبت عدد. آشنایی احتمالی با عددهای اول.
- ۲۴۰۰ پ.م.

اختراع چرتکه در بابل. پایه‌گذاری عددنویسی جا-ارزشی.
- ۱۱۵۰ پ.م.

اختراع گردونه جنوب‌نما در چین که نخستین کاربرد شناخته‌شدهٔ سازوکار دیفرانسیل (چرخ تفضیلی) است.
- ۵۰۰ پ.م.

اختراع نشانه‌ای برای عدد صفر در هند باستان.
- ۵۰۰ پ.م.

پانینی نحوی هندی دستور زبان سانسکریت را می‌نویسد که دارای ۳۹۵۹ قاعده است. دستور زبان پانینی پیشگام نظریه زبان‌های صوری امروزی است. 
- ۳۰۰ پ.م.

موسیقی‌دان و دانشمند هندی پینگالا عددنویسی دودوئی را اختراع می‌کند.
- ۲۰۰ پ.م.

چینی‌ها چرتکه چینی را اختراع می‌کنند که تا امروز نیز بکار می‌رود.
- ۱۰۰ پ.م.

نخستین بار چینی‌ها عددهای منفی را بکار می‌برند.
- ۸۷ پ.م.

ساعت آبی آنتیکیترا در جزیره رودس ساخته می‌شود. این ساعت نوعی کامپیوتر قیاسی است و چرخ تفضیلی در ساخت آن بکار رفته است.
- حدود ۶۰ م.

هرون اسکندرانی سازوکارهای بسیاری طرح می‌کند. از جمله کارهای او ساختن دستگاهی است که به‌طور خودکار زنجیره‌ای از عملیات را انجام می‌دهد. این وسیله نخستین نمونه برنامه کامپیوتری است.
- ۲۰۰

ریاضی‌دانان هندی لگاریتم را اختراع می‌کنند.
- ۶۰۰

براهماگوپتا ریاضی‌دان هندی عددنویسی جا-ارزشی را شرح می‌دهد.
- ۷۲۴

لیانگ لینگ چان مخترع چینی نخستین ساعت مکانیکی را اختراع می‌کند. 
- ۸۲۰

خوارزمی کتاب الجبر و المقابله را می‌نویسد و در آن الگوریتم‌هایی برای حل بعضی از معادله‌ها ارائه می‌دهد. واژه الگوریتم از نام او و واژه «آلجبرا» (algebra) در زبان‌های اروپایی (به معنی جبر) از نام کتاب او گرفته شده‌است.
- ۱۴۰۰

ریاضی‌دانان هندی اعداد اعشاری را اختراع می‌کنند.
- ۱۴۹۲

لئوناردو داوینچی دستگاهی از چرخ‌ها و چرخ‌دنده‌ها طرح می‌کند که توانائی جمع و تفریق دارد.
- ۱۵۸۸

یوست بورخی لگاریتم طبیعی را کشف می‌کند.
- ۱۶۱۱

جان ناپیر ابزاری برای ضرب و تقسیم و جذرگیری اختراع می‌کند که به استخوان‌های ناپیر معروف است و بر پایه مفهوم لگاریتم ساخته شده‌است.
- ۱۶۲۲

ویلیلم اوترد خط‌کش محاسبه را بر اساس مفهوم لگاریتم طبیعی جان نپر طرح کرد.
- ۱۶۲۳

ویلهلم شیکارد از اهالی توبینگن نخستین ماشین حساب خودکار را ساخت.
- ۱۶۴۲

بلز پاسکال فیلسوف و ریاضی‌دان فرانسوی ماشین حسابی ساخت که گرچه از ماشین شیکارد محدودتر بود ولی مشهور تر شد.
- ۱۶۶۸

سر ساموئل مورلند ماشین حسابی غیر اعشاری ساخت که مبالغ پول با واحد انگلیسی را جمع می‌زد.
- ۱۶۷۱

لایبنیتز ماشین حسابی ساخت که اعداد تا ۵ یا ۱۲ رقم را ضرب می‌کرد و جواب را تا ۱۶ رقم محاسبه می‌کرد. او همچنین روش عددنویسی دودوئی را تکمیل کرد.
- ۱۷۲۶

جوناتان سویفت در کتاب سفرهای گالیور از ماشینی خیالی سخن می‌گوید که اجزای سخن (زبان) در آن تعبیه شده و با گرداندن هریک از ۴۰ دستهٔ آن جملاتی تولید می‌کند.
- ۱۷۷۴

فیلیپ ماتئوس هان نوعی ماشین حساب قابل حمل می‌سازد که چهار عمل اصلی را انجام می‌دهد.
- ۱۷۷۵

چارلز استن‌هوپ نوعی ماشین حساب مشابه با ماشین لایبنیتز می‌سازد.
- ۱۸۰۱

ژوزف-ماری ژاکارد نوعی ماشین خودکار پارچه‌بافی می‌سازد که با کارت سوراخ شده کنترل می‌شود.
- ۱۸۲۰

چارلز خاویر توماس د کولمار نخستین ماشین حساب تولید انبوه شده را می‌سازد که تا ۹۰ سال مشتری داشت.
- ۱۸۲۲

چارلز بابیج نخستین نمونه ماشین تفاضلی خود را برای محاسبهٔ چند جمله‌ای‌ها طرح می‌کند.
- ۱۸۳۲

چارلز بابیج و جوزف کلمنت نمونه‌ای از بخشی از ماشین تفاضلی را می‌سازند.
- ۱۸۳۴

چارلز بابیج به طرح ماشین تحلیلی خود می‌پردازد که عملیات آن بر اساس برنامه‌ای که در انباره (حافظه) ذخیره می‌شود انجام می‌گیرد.
- ۱۸۳۵

جوزف هنری رله الکترومغناطیسی را اختراع می‌کند.
- ۱۸۴۸

ریاضی‌دان بریتانیائی جورج بول جبر دودوئی یا حبر بول را ابداع می‌کند.
- ۱۸۵۳

پر گئورگ شویتز و پسرش نمونه کامل‌تری از ماشین تفاضلی بابیج را ساختند. 
- ۱۸۸۶

هرمان هولریت دستگاهی برای جدول سازی داده‌ها می‌سازد که در وزارت بهداری آمریکا بکار می‌رود.
- ۱۸۹۰

اداره سرشماری آمریکا مسابقه‌ای برای تسریع عملیات سرشماری ترتیب می‌دهد و هرمان هولریت در آن برنده می‌شود. هولریت شرکت ماشین‌های جدول ساز را تأسیس می‌کند که بعدها به شرکت بین‌المللی ماشین‌های اداری (آی بی ام) تغییر نام می‌دهد. ماشین هولریت از کارت سوراخ شده و رله الکترومکانیکی بهره می‌برد.
- ۱۹۰۶

لی دی فارست لامپ الکترونیک (یا لامپ رادیو یا لامپ خلاء) را اختراع می‌کند. پیش از این اختراع ساختن کامپیوتر رقمی الکترونیک ناممکن بود.
- ۱۹۱۹

ویلیام اکلس و فرانک جوردن نخستین مدار فلیپ-فلاپ را طرح می‌کنند.
- ۱۹۲۴

والتر بوته نخستین مدار «و» منطقی را می‌سازد و به ثبت می‌رساند. نیکولا تسلا پیش از او این مدار را طرح کرده یود.
- ۱۹۳۰

وانوار بوش نوعی ماشین تفاضلی الکترونیک برای حل معادلات دیفرانسیل می‌سازد.
- ۱۹۳۱

کورت گودل مقاله معروف ناتمامیت خود را منتشر می‌کند.
- ۱۹۳۶

آلن تورینگ مقاله‌ای در مورد اعداد شمارش‌پذیر منتشر می‌کند و در آن ماشین تورینگ را شرح می‌دهد.
- ۱۹۳۷

کلود شانون مقاله‌ای در مورد کاربرد رله در ساخت مدارهای منطق علامتی منتشر می‌کند.
- ۱۹۳۸

کنراد زوسه ماشین Z1 را می‌سازد که نخستین ماشین حساب برنامه پذیر دوددوئی است.
- ۱۹۴۱

کنراد زوسه ماشین Z3 را می‌سازد که نخستین کامپیوتر به معنای امروزی است. در این ماشین از روش ارقام دودوئی لایبنیتز استفاده شده بود.
- ۱۹۴۲

کنراد زوسه نخستین کامپیوتر کنترل فرآیند را می‌سازد.
- ۱۹۴۳

تامس فاولر ماشین کولاسوس را برای رمزگشائی دستگاه لورنتز آلمان می‌سازد که در آن از لامپ الکترونیک استفاده شده‌است.
- ۱۹۴۴

شرکت آی بی ام ماشین مارک ۱ را برای دانشگاه هاروارد می‌سازد. این ماشین که هاوارد آیکن طراح آن بود دومین کامپیوتر (پس از Z3) به‌شمار می‌رود.
- ۱۹۴۵

کنراد زوسه «پلان‌کالکول»، نخستین زبان سطح‌بالای برنامه‌سازی، را ابداع می‌کند.
- ۱۹۴۵

جان فون نویمان در گزارشی نخستین توصیف از سازمان کامپیوتر دارای برنامه ذخیره شده را ارائه می‌کند.
- ۱۹۴۶

انیاک نخستین کامپیوتر تمام الکترونیک ساخته می‌شود. این ماشین را ماکلی و اکرت برای مرکز تحقیقات بالیستیک آمریکا می‌سازند.
- ۱۹۴۷

ویلیام شاکلی، جان باردین و والتر براتن ترانزیستور را اختراع می‌کنند.
- ۱۹۴۷

انجمن ماشین‌های محاسب تأسیس می‌شود.
- ۱۹۵۰

آلن تورینگ در مقاله‌ای آزمون تورینگ را شرح می‌دهد.
- ۱۹۵۱

یونیواک نخستین کامپیوتر موفق تجاری می‌شود.
- ۱۹۵۱

گریس هاپر نخستین کامپایلر سطح‌بالا را می‌سازد.
- ۱۹۵۳

گفته می‌شود ۱۰۰ کامپیوتر در جهان وجود دارد.
- ۱۹۵۴

جان باکوس زبان فرترن را ابداع می‌کند.
- ۱۹۵۶

نخستین کنفرانس هوش مصنوعی در کالج دارتموت برگزار می‌شود.
- ۱۹۵۶

ادسخر دایکسترا الگوریتم کارآئی برای محاسبه کوتاه‌تریم مسیر در یک گراف را طرح می‌کند.
- ۱۹۵۷

نخستین چاپگر ماتریس نقطه‌ای ساخته می‌شود.
- ۱۹۵۸

جک کیلبی در شرکت تکزاس اینسترومنتس نخستین مدار مجتمع را می‌سازد. رابرت‌نویس هم در همان زمان مستقلا همین اختراع را می‌کند.
- ۱۹۵۹

زبان کوبول ساخته می‌شود.
- ۱۹۵۹

پروژه کامپیوتر بزرگ مینسک در شوروی آغاز می‌شود.
- ۱۹۶۰

زبان الگول که نخستین زبان ساختیافته برنامه‌سازی است ساخته می‌شود.
- ۱۹۶۳

موشواره (ماوس) اختراغ می‌شود.